# Pont-Bellanger
Pont-Bellanger település Franciaországban, Calvados megyében. Lakosainak száma 64 fő (2022. január 1.). Pont-Bellanger Landelles-et-Coupigny, Sainte-Marie-Outre-l’Eau, Saint-Martin-Don, Souleuvre-en-Bocage és Tessy-Bocage községekkel határos.

## Népesség
A település népességének változása:
| Lakosok száma | 121  | 82   | 80   | 71   | 65   | 64   | 66   | 67   | 67   | 64   |
|               | 1968 | 1982 | 1990 | 2006 | 2013 | 2015 | 2017 | 2019 | 2020 | 2022 |